# Hendrick van Anthonissen

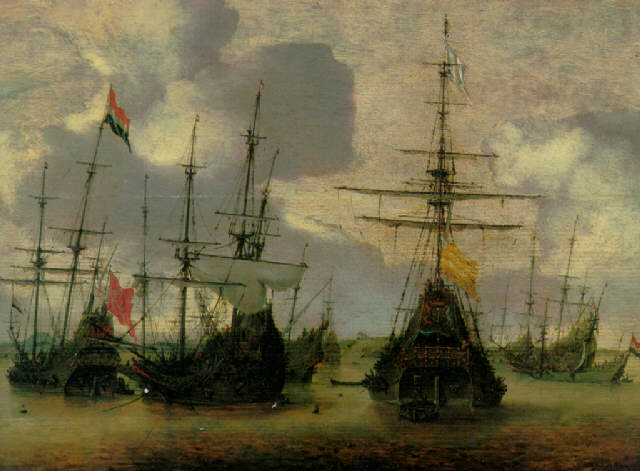
Hendrick van Anthonissen: Holländische Kriegsschiffe ankern vor der Küste (1631)

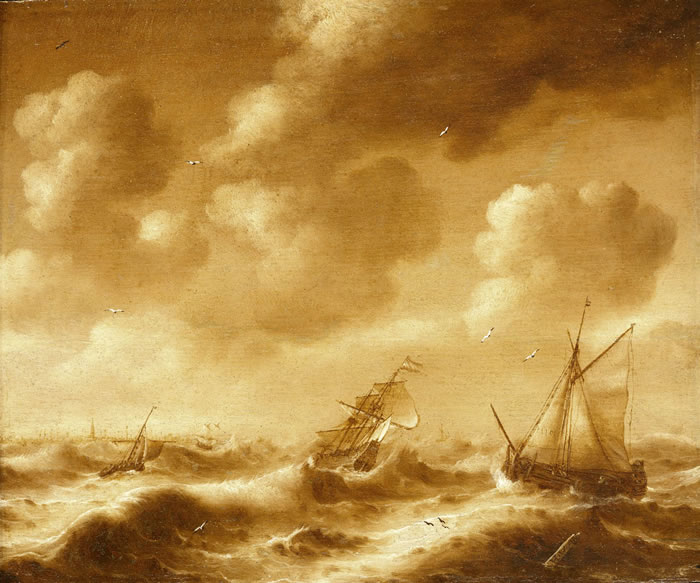
Hendrick van Anthonissen: Handelsflotte im Sturm (ca. 1656)
National Maritime Museum, London

Hendrick van Anthonissen (* um 1605 wahrscheinlich in Amsterdam; † vor 1660 in Amsterdam) war ein niederländischer Maler, der als Marinemaler wirkte.

## Leben
Hendrick van Anthonissen wurde als Sohn des Malers Aert Anthonisz., genannt Antun, und dessen Frau Barbara Coetermans 1605 oder 1606 geboren. Dieses ungenaue Datum ergibt sich durch eine Erklärung 1643, dass er 37 Jahre, und 1647, dass er 42 Jahre alt sei. 1629 wohnte er nachweislich mit seinem Vater in Amsterdam, so dass diese Stadt auch als sein Geburtsort angenommen wird. 1630 heiratete er Judieth Flessiers, deren Schwester seit 1622 mit dem bekannten Marinemaler Jan Porcellis verheiratet war. Porcellis, dessen Schüler er 1626 war, und van Anthonissen waren entsprechend verschwägert. Um 1631 kam sein Sohn Arnoldus van Anthonissen, genannt Aernout, zur Welt, der ebenfalls Marinemaler wurde.
1632 lebte Hendrick van Anthonissen in Leiden, 1635 in Leiderdorp und 1642 zog er nach dem erfolgreichen Verkauf seines Hauses nach Amsterdam an den Anthonispoort. Bis 1647 wohnte er nachweislich in Amsterdam und ging danach für einige Jahre nach Rijnsburg. 1654 kehrte er jedoch zurück und wurde im gleichen Jahr wegen Zahlungsunfähigkeit aus seinem Haus gejagt und ins Schuldgefängnis gesteckt. Er blieb bis zu seinem Tod in der Stadt. In einem Schreiben wurde seine Frau 1660 als Witwe bezeichnet, so dass er zu diesem Zeitpunkt bereits verstorben sein musste.

## Werk
Wie sein Vater fertigte auch Hendrick van Anthonissen Seestücke an, wobei er sowohl ruhige und bewegte Seelandschaften, Seeschlachten und Strandszenen fertigte. Zu den bekanntesten Bildern von Seeschlachten gehört dabei das 1639 entstandene Gemälde Episode aus der Seeschlacht bei Duins, welches heute im Het Scheepvaartmuseum in Amsterdam hängt. Eine bekanntere Strandansicht stammt von 1635 und wird im Staatlichen Museum Schwerin als  Strand von Scheveningen präsentiert. In diesem Gemälde kann eine große Verwandtschaft mit den Werken von Jan Porcellis erkannt werden, vor allem mit dessen Schiffbruch am Strand von 1631, welcher sich im Mauritshuis in Den Haag befindet.